# You Haven't Done Nothin'
"You Haven't Done Nothin'" is een funknummer van Stevie Wonder. Het staat op zijn album Fulfillingness' First Finale en werd in het najaar van 1974 door Tamla Records tevens als single uitgegeven. Op de B-kant stond het liedje "Big Brother", dat twee jaar eerder op het album Talking Book verscheen. Wonder werd op "You Haven't Done Nothin'" begeleid door The Jackson 5 en bassist Reggie McBride.
In de liedtekst uit Wonder kritiek op Richard Nixon, hoewel die niet bij naam genoemd wordt. Nixon raakte eerder dat jaar verwikkeld in de Watergate-affaire en trad in augustus 1974 af als president van de Verenigde Staten. Zowel "You Haven't Done Nothin'" als "Big Brother" gaan over politici die hun beloftes niet waarmaken. De single leverde Wonder een Amerikaanse nummer één-hit op.

## Musici
- Stevie Wonder - leadzang, Hohner-clavinet, hihat
- Reggie McBride - basgitaar
- The Jackson 5 - achtergrondzang

## Hitnoteringen

### UK Singles Chart
| Positie: | 39 | 36 | 30 | 35 | 45 | uit |

### Daverende Dertig
| Positie: | 30 | 28 | 28 | uit |

## Covers
- Lucky Peterson vertolkte "You Haven't Done Nothin'" op zijn album Beyond Cool uit 1994.
- Joe Cocker coverde het liedje voor zijn album Hymn for My Soul uit 2007.